# 锡旺斯
锡旺斯（法語：Civens，法語發音：[sivɛ̃s]）是法国卢瓦尔省的一个市镇，属于蒙布里松区。

## 地理
锡旺斯（45°46'48"N, 4°15'9"E）面积13.1 平方千米，位于法国奥弗涅-罗讷-阿尔卑斯大区卢瓦尔省，该省份为法国中南部省份，北起顺时针与索恩-卢瓦尔省、罗讷省、伊泽尔省、阿尔代什省、上盧瓦爾省、多姆山省和阿列省接壤。
与锡旺斯接壤的市镇（或旧市镇、城区）包括：罗济耶昂东济、克莱佩、科唐斯、埃佩尔雪圣保罗、弗尔、普伊莱弗尔、萨尔维济内。

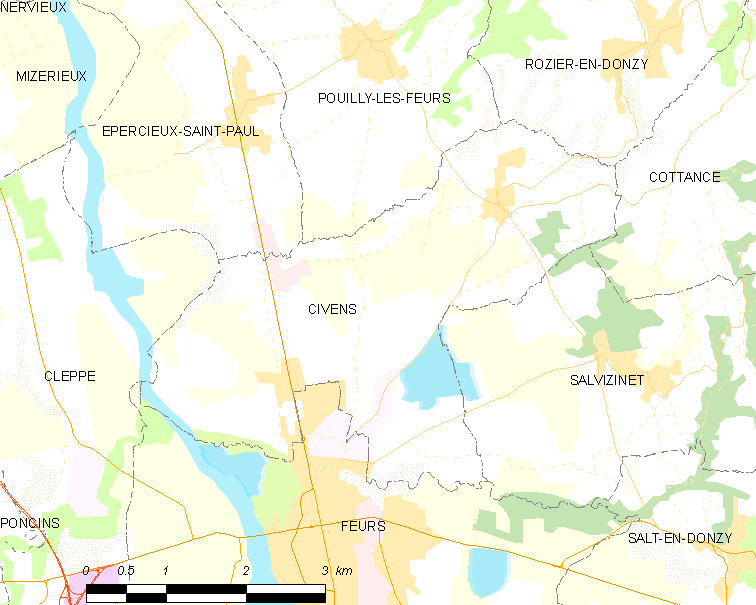
锡旺斯的OSM定位图

锡旺斯的时区为UTC+01:00、UTC+02:00（夏令时）。

## 行政
锡旺斯的邮政编码为42110，INSEE市镇编码为42065。

## 政治
锡旺斯所属的省级选区为弗尔县。

## 人口

1962-2008年间锡旺斯人口变化图示

锡旺斯于2022年1月1日时的人口数量为1450人。